# اشفورد (آلاباما)
اشفورد  (به انگلیسی: Ashford) شهرکی است در ایالت آلاباما در کشور آمریکا.

## مکان
اشفورد در موقعیت ‎ ۳۱°۱۱’ ۳’’ N ۸۵°۱۴’ ۷’’ V (‏۳۱،۱۸۴۰۳۲; ‑۸۵،۲۳۵۲۸۶‏)‎ قرار دارد.با توجه به اطلاعات ادازه آمار آمریکا مساحت آن در حدود ۱۵،۸km² است.

## مردم‌شناسی
با توجه به آمار سال ۲۰۰۰ جمعیت آن ۱۸۵۳ نفر، ۷۶۳ خانواده در آن ساکن هستند.تعداد ۸۷۷ واحد خانه در هر مساحت تقریبی (۵۵،۵akm²) قرار دارد.۲۵،۱% درصد از خانواده‌های فرزند زیر ۱۸ سال داشتند که از این تعداد ۵۲،۳% درصد زوج بوده و ۱۴% درصد زنان بدون شوهر و ۳۰،۹% درصد نیز غیر خانواده بودند.متوسط درآمد یک خانواده در حدود US$۴۰۳۱۳ است و زنان درآمد متوسط US$۳۰۱۶۷ و مردان درآمد متوسط US$۲۲۲۸۶ بدست می‌آورند.